# Lobelia microcarpa
Lobelia microcarpa là loài thực vật có hoa trong họ Hoa chuông. Loài này được C.B.Clarke mô tả khoa học đầu tiên năm 1881.